# Hanatul Bogd
Hanatul Bogd al Mongoliei  (în mongolă Alfabetul mongol:ᠪᠣᠭᠳᠠ ᠬᠠᠭᠠᠨᠲᠤ ᠮᠣᠩᠭᠣᠯ ᠤᠯᠤᠰ, Богд хаант Монгол Улс) a fost un guvern din Mongolia Exterioară între 1911 și 1919 și între 1921 și 1924. Până în primăvara lui 1911, mai mulț nobili proeminenți mongoli inclusiv Prințul Tögs-Ochiryn Namnansüren l-au convins pe Jebstundamba Khutukhtu  să organizeze o întrunire cu nobilii și oficialii ecleziaști pentru a discuta independența față de Dinastia Qing. Pe 30 noiembrie 1911, mongolii au fondat guvernul provizoriu al Khalkha. Pe 29 decembrie 1911, mongolii își declară independența față de Dinastia Qing aflată în prag de colaps ca urmare a izbucnirii Revoluției Xinhai. Ei l-au instalat ca suveran teocratic pe al 8-lea Bogd Gegeen, cea mai înaltă autoritate a budismului tibetan din Mongolia, care a luat titlul de Bogd Khan sau „Sfântul Conducător”. Bogd Khaan a fost ultimul hagan al mongolilor. Aceasta a inaugurat perioada „Mongoliei Teocratice”, iar regatul Bogd Khan este de obicei cunoscut sub numele de „Hanatul Bogd”.
Trei curente istorice au fost în lucru în această perioadă. Primul a fost eforturile mongolilor de a forma un stat independent, teocratic, care includea Mongolia Interioară, Barga (cunoscută și sub numele de Hulunbuir), Mongolia Superioară, Mongolia de Vest și Tannu Uriankhai („panmongolismul”). Al doilea a fost hotărârea Imperiului Rus de a atinge obiectivele gemene de a-și stabili propria preeminență în țară, dar în același timp de a asigura autonomia Mongoliei Exterioare în cadrul nașterii Republicii Chineze (ROC). Al treilea a fost succesul final al ROC în eliminarea autonomiei mongolei exterioare și stabilirea suveranității depline asupra regiunii din 1919 până în 1921.